# Fossa subglaciale di Bentley
La fossa subglaciale di Bentley è una profonda depressione dell'Antartide occidentale, con coordinate 80°S, 115°W: si trova a circa 2540 m sotto il livello del mare.
Nonostante sia sotto il livello del mare, essa non è coperta dall'Oceano australe in quanto la calotta glaciale antartica (alta mediamente 1050 m nella sua parte occidentale) copre la fossa di Bentley con circa 3000 m di ghiaccio, facendo risultare quella zona (e tante altre zone antartiche che sarebbero sotto l'acqua dell'oceano) sopra il livello del mare.
La fossa prende il nome dal geofisico  Charles Bentley, il quale guidò la spedizione scientifica del 1957-1958 che portò alla sua scoperta.